# Lactista elota
Lactista elota är en insektsart som beskrevs av Otte, D. 1984. Lactista elota ingår i släktet Lactista och familjen gräshoppor. Inga underarter finns listade i Catalogue of Life.